# Roman Pawollek
Roman Pawollek (* 4. Juni 1971 in Oppeln, Polen) ist ein deutscher Komponist.

## Leben
Die Familie Pawollek wanderte 1987 im Rahmen des Aussiedler-Gesetzes in die Bundesrepublik Deutschland aus und ließ sich im hessischen Bad Vilbel nieder. Im Jahre 1994 begann er ein Studium als Instrumental- und Gesangspädagoge im Fach Klavier bei Kenji Kato und Theodora Lungu  an Dr. Hoch’s Konservatorium in Frankfurt am Main. Zuerst studierte er am gleichen Institut Komposition bei Claus Kühnl, später wechselte er zu Gerhard Schedl. 1998  erhielt er das Richard Wagner Stipendium in Bayreuth. Nach dem Suizid Schedls übersiedelte Pawollek im Jahr 2001 nach Wien und nahm dort ein Kompositionsstudium an der Universität für Musik und darstellende Kunst Wien, zunächst bei Iván Eröd, dann bei Erich Urbanner und Chaya Czernowin, auf und studierte  elektroakustische Komposition bei Bruno Liberda. 2006  erhielt er einen Kompositionspreis beim 3. Internationalen Joseph Haydn Kammermusikwettbewerb. 2008 schloss er sein Studium  mit dem Prädikat „mit Auszeichnung“ ab. Im Jahre 2009 wurde er Finalist beim Internationalen Helmut-Sohmen-Kompositionswettbewerb und erhielt schließlich 2011 das  Staatsstipendium der Republik Österreich für Komposition.
Pawolleks Werke wurden in Österreich, Deutschland, Polen, Italien, in der Schweiz und China u. a. beim Festival Wien Modern, bei den Wiener Festwochen, im ORF Sendesaal, Wiener Konzerthaus, Musikverein Wien, Arnold Schönberg Center, Kunstverein Alte Schmiede, Künstlerhaus Wien aufgeführt. Als Interpreten seiner Werke waren  u. a. Ernst Kovacic, das Ensemble Reconsil, das Morgenstern-Trio, das Ensemble LUX, das Leibniz-Trio, Ensemble Platypus, der Webern Kammerchor, das Mobilis Saxophonquartett, Markus Holzer (4 Saxess), Ingrid Wagner-Kraft, Hermann Ebner (NÖ-Tonkünstlerorchester), Sabine Zwick (Wiener Saxophon-Quartett), Josef Mayr, Tomasz Skweres, Marianna Oczkowska und  Kana Matsui.
Seine Werke wurden vom ORF und dem Zhongshan Radio (China) übertragen. Pawollek ist mit der chinesischen Pianistin Xiaoying Cai Pawollek verheiratet.
Pawollek komponiert auch experimentelle Filmmusik zu den Kunstfilmen sowie Klanginstallationen zu den Kunstausstellungen
von Eliane Huber-Irikawa (Schweiz) und Lars Koepsel (Deutschland).
Pawollek ist zudem  als Pianist, „Tastenspieler in diversen Ensembles“ in den Feldern Neue Musik, Jazz, Pop und Improvisation tätig.
Roman Pawollek setzt sich zusammen mit Christian Heindl (österreichischer Musikwissenschaftler und Träger des Goldenen Ehrenzeichens für Verdienste um die Republik Österreich) und Daniel Hensel (deutscher Komponist und Musikwissenschaftler) für Aufführungen der Musik Gerhard Schedls ein, was in einer Kooperation des Wiener Vereins für zeitgenössische Musik il rilievo, der Alten Schmiede und des Studios für Neue Musik Würzburg e.V. mündete.

## Werke
- Klavierquartett 2009
- Erinnerung...   ...Himmelskörper und Ereignisse gehen an/mit uns vorbei für E-Gitarre und Klavier 2010
- Four Elements für Klavier 2007/10
- Doppelkonzert für Horn, Posaune und Ensemble 2011
- 2. Klaviertrio 2011
- Auron für Saxophonquartett 2011
- Wèn Hòu (Gruß) für Violine und Klavier 2012
- Crisis, Catharsis & Chant für Klarinette (auch Bass Klarinette), Akkordeon, Violine, Viola, Violoncello und Kontrabass 2012
- Klavierquintett 2012/13
- Sieben kleine Mysterien über die Ferne für Violoncello und Klavier 2012/13
- Cantonese Danses für Violine und Violoncello 2013
- Omanukaladesa für Violine, Violoncello und Klavier (3. Klaviertrio) 2013

Filmmusik
- Vitaparcoures – drei Kurzfilme 2003
- Der Maler 2010
- Mein bester Freund 2012 (20´) von Eliane Huber-Irikawa (Schweiz)
- Game Over von Lars Koepsel (Deutschland)

Klanginstallationen
- Weißes Rauschen – Klanginstallation zur gleichnamigen Ausstellung von Eliane Huber-Irikawa
- Neuland – Musik zu einer Gruppenausstellung in München 2013[9]